# Impatiens discolor
Impatiens discolor är en balsaminväxtart som beskrevs av Dc. Impatiens discolor ingår i släktet balsaminer, och familjen balsaminväxter. Inga underarter finns listade i Catalogue of Life.